# 乙酸苄酯
乙酸苄酯，结构式CH3C(O)OCH2C6H5，屬於有機化合物，是酯的一種。天然存在於橙花油、風信子油、栀子油等中。

## 性质
具有类似茉莉花特殊芳香气味的无色油状液体。几乎不溶于水，与乙醇、乙醚等有机溶剂混溶。有刺激和麻醉性。

## 制备
1、由乙酸与苄醇在硫酸催化下进行酯化，再经中和、水洗和分馏而得。
{\displaystyle \ CH_{3}COOH+C_{6}H_{5}CH_{2}OH\ {\xrightarrow {H_{2}SO_{4}}}\ }{\displaystyle \ CH_{3}COOCH_{2}C_{6}H_{5}+H_{2}O}
2、由氯苄与乙酸钠在吡啶和二甲基苯胺催化下进行反应，再经水洗、蒸馏而得。
{\displaystyle \ C_{6}H_{5}CH_{2}Cl+CH_{3}COONa\rightarrow }{\displaystyle \ C_{6}H_{5}CH_{2}OOCCH_{3}+NaCl}

## 用途
用作茉莉花等浸膏的主要成分、肥皂加香剂和其他香料、香精的成分。也用作醋酸纤维素、硝酸纤维素、印刷油墨、硝基漆、油脂、染料的溶剂。